# 2562 (músico)
Dave Huismans, mais conhecido pelo seu nome artístico de 2562, é um dj e produtor musical holandês nascido em Den Haag, antes de adotar o nome artístico de 2562 lançou outros trabalhos em vários estilos como dj com os nomes de Dogdaze e A Made Up Sound, porém quando Huismans passou a usar o nome artístico de 2562, suas músicas passaram a adotar o estilo dubstep..

## Discografia

### Álbuns
- 2006 - In Dog We Trust – Dogdaze
- 2008 - Aerial – 2562
- 2008 - Shortcuts - A Made Up Sound
- 2009 - Unbalance - 2562
- 2011 - Fever – 2562
- 2012 - Air Jordan - 2562
- 2014 - The new today - 2562